# Jan Fijałkowski (bojowiec)
Jan Franciszek Fijałkowski, ps. „Figiel”, „Ryszard” (ur. 29 stycznia 1886 w Radomiu, zm. po 1938) – członek Organizacji Bojowej PPS. Uczestnik akcji pod Bezdanami w 1908.

## Życiorys
Syn Karola stolarza, przebywającego za udział w Powstaniu styczniowym na zesłaniu do 1878. Pracował jako giser w Zakładach Metalurgicznych w Skarżysku. Od 1904 był członkiem PPS, zaś od 1906 członkiem Organizacji Bojowej PPS.
Od 1906 do 1908 uczestniczył w wielu akcjach ekspropriacyjnych na sklepy monopolowe, oraz brał udział w likwidacji zdrajcy Lipińskiego. Zagrożony aresztowaniem zbiegł w 1908 do Galicji.
26 września 1908 wziął udział w akcji pod Bezdanami pod dowództwem Józefa Piłsudskiego. Kilka dni później aresztowany w Landwarowie, po torturach wyjawił nazwisko uczestnika akcji Czesława Świrskiego, przyczyniając się do jego aresztowania.
Na podstawie zeznań zdrajcy Edmunda Tarantowicza, w maju 1909 wytoczono Fijałkowskiemu sprawę za członkostwo w Organizacji Bojowej PPS. Został skazany na 12 lat katorgi. W kolejnym procesie we wrześniu 1909 przed Sądem Wojennym w Wilnie został skazany na karę śmierci. Po licznych protestach, m.in. wskutek interwencji zagranicznych m.in. francuskiej ligi praw człowieka i władz Austrii, wyrok uchylono skazując go na dożywotnią katorgę.
Od 1911 więziony był w więzieniu na Butyrkach w Moskwie, skąd został w 1917 uwolniony w wyniku rewolucji lutowej. Następnie pracował w fabryce fornirów w Moskwie, zaś w grudniu 1918 powrócił do Polski, zamieszkując w Warszawie.
Był bojkotowany przez dawnych przyjaciół za zachowanie w czasie śledztwa. W czasie bezrobocia w latach dwudziestych, gdy pozostawał bez pracy, miejsce pracy portiera zaoferował mu Czesław Świrski.
25 czerwca 1938 Komitet Krzyża i Medalu Niepodległości odrzucił wniosek o nadanie mu tego odznaczenia z powodu jego postawy w śledztwie. Mieszkał w Warszawie przy ul. Miodowej 12.